# Фтачник, Милан
Доктор естественных наук Милан Фтачник, кандидат наук (словац. Milan Ftáčnik, 30 октября 1956, Братислава, Чехословакия — 14 мая 2021) — ведущий словацкий государственный деятель, был министром образования Словакии в период с 1998 по 2002 год, депутатом муниципального совета Братиславского автономного края с 2005 года. В 2006—2010 годах был префектом братиславского городского района Петржалка. В 2010—2014 — мэр Братиславы.
Милан Фтачник был женат, имел двоих детей.

## Профессиональная карьера
- 1980 — окончил физико-математический факультет (ныне Факультет математики, физики и информатики) Братиславского университета имени Коменского, педагог

## Партийная карьера
- до 1989 года — член Коммунистической партии Словакии
- 1991 — член Партии левых демократов (SDĽ)
- 21 октября 2000 года — избран заместителем председателя Партии левых демократов на шестом съезде партии в городе Кошице
- 2002 — после конфликтов в руководстве Партии левых демократов вышел из партии и вместе с бывшим председателем Партии Петером Вайссом и Бригитой Шмёгнеровой основал новую политическую партию «Социал-демократическая альтернатива» (SDA), став её председателем
- 1 января 2005 года — Партия «Социал-демократическая альтернатива» была ликвидирована при слиянии с партией СМЕР — социальная демократия

## Политическая карьера
- 1990 — депутат Словацкого Национального совета (Парламента), позже член Президиума Словацкого Национального совета и председатель депутатского клуба Партии левых демократов
- 1992—1994 — депутат Национального Совета Словацкой Республики
- 1994—1998 — депутат Национального совета Словацкой Республики
- 30 октября 1998 — 17 апреля 2002 — министр образования Словацкой Республики, был вынужден досрочно уйти с должности после внутрипартийных разногласий в Партии левых демократов

## Коммунальная политика
- 2005 — был избран от коалиции Движения за демократию, СФ (Внепарламентской партии заботы о детях), партии СМЕР депутатом городского совета Братиславского автономного края (округ Братислава V)
- В декабре 2006 года был избран главой городского района Братиславы — Петржалки.
- В апреле 2010 года первым озвучил свою кандидатуру на пост мэра столицы Словакии — Братиславы. О поддержке вёл переговоры с рядом политических партий (Мост-Хид, Свобода и солидарность, СМЕР-Социал-демократия), в выборах участвовал при поддержке партии «СМЕР-Социал-демократия», которая сняла собственного кандидата.[3] Партия оказала Милану Фтачнику финансовую поддержку в избирательной кампании.[4]
- 27 ноября 2010 года на муниципальных выборах был избран мэром Братиславы.
- В 2014 году на выборах мэра Братиславы проиграл независимому кандидату Иво Несровналу.